# Grupo GSS
El Grupo GSS (Global Sales Solutions) es una multinacional de origen español parte del Grupo Covisian dedicada a la gestión CRM. Como tal está presente en la gran mayoría de los países de Latinoamérica. Sus principales centros de trabajo están situados en Madrid y Lima aunque cuenta con centros en varias ciudades de España y del mundo.
El grupo alcanzó en el año 2010 un volumen de 6.300 empleados la mayor parte de ellos en España, aunque pretende potenciar sus centros de Chile, México y Colombia.
El Grupo GSS se ha destacado desde el principio por una agresiva política de captación, motivación y retención de recursos humanos.
En el año 2023, el Grupo GSS reportó más de 23,000 trabajadores, y más de 38 sedes en 6 países.